# Adolph Schäfer
Philipp Adolph Heinrich Schäfer (* 11. Januar 1807 in Leipzig; † 3. Januar 1857 in Yogyakarta) war ein deutscher Jurist und Fotograf (Daguerreotypist).

## Leben
Sein Vater war Gottfried Heinrich Schäfer, seine Mutter Johanna Rosine Schäfer, geb. Fischer. Er erlernte zunächst das Hutmacherhandwerk. Danach besuchte er eine höhere Schule in Halle. Ab 1825 studierte er Jura an der Universität in Leipzig. Im Anschluss betätigte er sich von 1838 bis 1842 als Advokat in Dresden. Am 15. September 1838 schloss er in Wittgenstein bei Chemnitz die Ehe mit Franziska Josepha Lövy aus Agram (Zagreb). Zusammen hatten sie drei Kinder (2 Töchter, ein Sohn), die zwischen 1839 und 1842 in Dresden geboren wurden.
Carl Maria von Weber starb am 5. Juni 1826 in London und wurde auch dort beerdigt. Seine Frau Caroline von Weber beauftragte 1841 Schäfer für die Rückführung der sterblichen Überreste Webers nach Dresden. Das war sein bekanntester Auftrag als Anwalt.
Im Oktober 1839 übernahm er als Redakteur das Dresdner Wochenblatt für vaterländische Interessen. Das Blatt nannte sich ab 1840 Sächsische Vaterlands-Blätter. Adolph Schäfer gab die Zeitschrift 1842 ab und widmete sich einem anderen Projekt, der Fotografie.
Sein Weg führte Schäfer zunächst nach Den Haag, um dort ein Fotostudio zu eröffnen. Sein Geschäft florierte jedoch nicht, und er bot seine Ausrüstung Anfang 1844 zum Verkauf an. Schäfer stellte bei der niederländischen Regierung einen Antrag um nach Ostindien geschickt zu werden. Das Ministerium der niederländischen Kolonien beauftragte ihn den Borobudur und andere Kunstschätze auf Java im Jahre 1844 zu fotografieren. Um die archäologische Forschung in den Niederlanden zu unterstützen, wurde zum ersten Mal das Medium der Fotografie verwendet, es war die erste staatliche Fotografie-Kommission der Niederlande. Unterstützt wurde Schäfer von Philipp Franz von Siebold, Berater des Ministeriums der Kolonien, er war der Meinung, dass Schäfer erfolgversprechend eingesetzt werden könnte.
Das Ministerium hat Schäfer Geld geliehen um in Paris Daguerreotypgeräte zu kaufen, dort wurde er von dem französische Erfinder der Fotografie Jacques-Louis Mandé Daguerre selbst über neue fotografische Techniken unterrichtet. Mit dem Boot und mit dem Gehalt für den ersten Monat reiste er nach Batavia dem heutigen Jakarta der Hauptstadt Indonesiens. Schäfer wollte seinen finanziellen Kredit aus den Einnahmen privater Provisionen für fotografische Porträts zurückzahlen.
Schäfer fotografierte Objekte von kunsthistorischem und archäologischem Wert, begleitet von der Royal Batavian Society of Arts and Sciences und dem niederländischen Archäologen W.A. van den Ham. Er musste unter primitiven Umständen arbeiten. So gab es für ihn keinen geeigneten Raum, um seine Platten vorzubereiten oder die Fotos zu entwickeln, was in dem heißen, feuchten Klima sehr schwierig war. Die Borobudur-Galerien waren außerdem zu schmal, um den erforderlichen Abstand zu den Reliefs zu erhalten. Schäfer war nicht in der Lage ein komplettes Relief auf einer einzigen Platte zu rahmen. Schließlich lieferte er 66 Daguerreotypen von hinduistischen Statuen und 58 Daguerreotypen des Borobudur.
Als Van den Ham Ende des Jahres 1845 in den Niederlanden wenig positiv über den Nutzen von Daguerreotypen für die wissenschaftliche Forschung berichtete, sowie der hohen finanziellen Anforderungen von Schäfer, wurde das Projekt eingestellt. Diese Daguerreotypen von Schäfer waren die ersten Fotografien der archäologischen Schätze auf Java.
Von 1846 bis 1848 arbeitet er als Fotograf in Semarang und 1848 und 1849 in Surabaya, Madura und Sumenep. Anschließend wurde er wegen seiner hohen Schulden nach Batavia zurückgerufen. Seine Fotoausrüstung wurde öffentlich verkauft.
Schäfer blieb in Yogyakarta. Am 16. September 1851 wurde sein Sohn Fredrik Adolph Hendrik geboren, die Mutter war die javanische Frau Sarina. Von seiner Frau Fanny hatte er sich scheiden lassen, diese heiratete 1855 erneut in Leipzig.

## Werke
- Dresdner Wochenblatt für vaterländische Interessen
- Adolph Schäfer Die Hannoversche Verfassungsfrage bei der Ständeversammlung im Königreiche Sachsen.

- Sächsische Vaterlands-Blätter, Band 1–5, 1840–1845.

- Adolph Schäfer Kollektion in Leiden Niederlande